# Уряд Лівану
Уряд Лівану — вищий орган виконавчої влади Лівану.

## Голова уряду
- Прем'єр-міністр — Саад аль-Харірі (англ. Sa'ad al-Hariri).
- Віце-прем'єр-міністр — Гассан Хасбані (англ. Ghassan Hasbani).

## Кабінет міністрів
Склад чинного уряду подано станом на 29 грудня 2016 року.
| Логотип | Міністерство                                                | Міністр                                       | Фото | Час на посаді | Час на посаді | Партія | Партія | Вебсайт |
| ------- | ----------------------------------------------------------- | --------------------------------------------- | ---- | ------------- | ------------- | ------ | ------ | ------- |
|         | Міністерство внутрішніх справ                               | Нухад аль-Машнук (Nuhad al-Mashnuq)           |      |               |               |        |        |         |
|         | Міністерство екології                                       | Тарік аль-Хатіб (Tariq al-Khatib)             |      |               |               |        |        |         |
|         | Міністерство економіки і торгівлі                           | Раїд Хурі (Ra'id Khoury)                      |      |               |               |        |        |         |
|         | Міністерство енергетики і водних ресурсів                   | Сезар Абі Халілі (Cesar Abi Khalil)           |      |               |               |        |        |         |
|         | Міністерство з питань переміщених осіб                      | Талал Арслан (Talal Arslan)                   |      |               |               |        |        |         |
|         | Міністерство закордонних справ і емігрантів                 | Гібран Бассіл (Gibran Bassil)                 |      |               |               |        |        |         |
|         | Міністерство інформації                                     | Мельхем Ріачі (Melhem Riachi)                 |      |               |               |        |        |         |
|         | Міністерство культури                                       | Гаттас Хурі (Ghattas Khoury)                  |      |               |               |        |        |         |
|         | Міністерство молоді та спорту                               | Мухаммад Фнайш (Muhammad Fnaysh)              |      |               |               |        |        |         |
|         | Міністерство оборони                                        | Якуб аль-Сараф (Yaqub al-Saraf)               |      |               |               |        |        |         |
|         | Міністерство освіти                                         | Марван Хамадех (Marwan Hamadeh)               |      |               |               |        |        |         |
|         | Міністерство охорони здоров'я                               | Гассан Хасбані (Ghassan Hasbani)              |      |               |               |        |        |         |
|         | Міністерство праці                                          | Мухаммад Каббара (Muhammad Kabbara)           |      |               |               |        |        |         |
|         | Міністерство промисловості                                  | Хусейн аль-Хадж Хассан (Husayn al-Hajj Hasan) |      |               |               |        |        |         |
|         | Міністерство соціальної політики                            | П'єр Бу Ассі (Pierre Bou Assi)                |      |               |               |        |        |         |
|         | Міністерство сільського господарства                        | Газі Зуайтір (Ghazi Zuaytir)                  |      |               |               |        |        |         |
|         | Міністерство телекомунікацій                                | Джамаль аль-Джарра (Jamal al-Jarrah)          |      |               |               |        |        |         |
|         | Міністерство транспорту і житлово-комунального господарства | Юсіф Фініанос (Yusif Finianos)                |      |               |               |        |        |         |
|         | Міністерство туризму                                        | Уадіс Кеденіан (Ouadis Kedenian)              |      |               |               |        |        |         |
|         | Міністерство фінансів                                       | Алі Хассан Халіль (Ali Hassan Khalil)         |      |               |               |        |        |         |
|         | Міністерство юстиції                                        | Салім Джрейссаті (Salim Jreissati)            |      |               |               |        |        |         |

### Державні міністри
| Посада                                         | Особа                               | Фото | Час на посаді | Час на посаді | Партія | Партія |
| ---------------------------------------------- | ----------------------------------- | ---- | ------------- | ------------- | ------ | ------ |
| Державний міністр з адміністративного розвитку | Аная Ізз аль-Дін (Anaya Izz al-Din) |      |               |               |        |        |
| Державний міністр із боротьби з корупцією      | Нікола Туені (Nicola Tueni)         |      |               |               |        |        |
| Державний міністр з прав людини                | Айман Шукайр (Ayman Shukayr)        |      |               |               |        |        |
| Державний міністр у справах парламенту         | Алі Кансо (Ali Qanso)               |      |               |               |        |        |
| Державний міністр із планування                | Мішель Фараон (Michel Pharaon)      |      |               |               |        |        |
| Державний міністр у справах президента         | П'єр Раффул (Pierre Raffoul)        |      |               |               |        |        |
| Державний міністр у справах біженців           | Муїн аль-Мархабі (Mu'in al-Marhabi) |      |               |               |        |        |
| Державний міністр у справах жінок              | Жан Огассапян (Jean Ogassapian)     |      |               |               |        |        |